# Polimorfism uninucleotidic

Molecula de ADN 1 diferă de molecula de ADN 2 printr-o singură pereche de baze (polimorfism C/T).

Polimorfismul uninucleotidic (single-nucleotide polymorphism în engleză, abreviat SNP și pronunțat snip) este o variație în secvența ADN-ului genomic ce interesează un singur nucleotid - A, T, C sau G - observată la doi indivizi diferiți ai unei specii sau pe cei doi cromozomi omologi ai unui individ. De exemplu, două secvențe de ADN provenind de la doi indivizi diferiți 
A A G C C T A
A A G C T T A
conțin o diferență de un singur nucleotid. În acest caz există două alele: C și T. Aproape toate variațiile de tip SNP au numai două alele.
Frecvența acestui tip de polimorfism este de aproximativ o variație pentru 1.000 perechi de baze. SNP și variațiile numărului de copii (CNV pentru Copy Number Variation în engleză) reprezintă tipurile cele mai importante de variație întâlnite în genomul uman.

## Clasificarea polimorfismelor uninucleotidice
Polimorfismele uninucleotidice pot fi clasificate după mai multe criterii:
- după frecvență :

- polimorfism comun,
- polimorfism rar.

Alela cu frecvența cea mai mică observată într-o populație este numită alelă minoră sau alelă derivată. Frecvența alelelor este variabilă de la o populație la alta, astfel încât un SNP poate fi frecvent (comun) într-o populație și cu frecvență mult mai redusă în altă populație.
- după localizarea față de regiunile codante:

- polimorfism codant, localizat în exonii genelor:

- sinonim, dacă nu modifică aminoacidul codificat (cel mai adeasea afectând al treilea nucleotid al codonului) ;
- non sinonim, dacă modifică aminoacidul codificat. Această modificare poate fi:

- nonpatogenă, dacă nu are efect fenotipic,
- patogenă, dacă determină alterarea funcției proteinei.

- polimorfism intronice, localizat în introni :

- făra efect funcțional,
- cu efect funcțional:

- polimorfisme afectând situsurile de matisare ale ARN-ului mesager și determinând sinteza de proteine nefuncționale,

- polimorfism în regiunile non codante ale ARN-ului mesager (regiunile 3’ și 5’ netraduse):

- făra efect funcțional,
- cu efect funcțional, polimorfisme ce pot afecta fie procesul de maturare a ARN-ului mesager, fie durata de viață a acestuia și pot determina modificarea cantității de proteine sintetizate.

- polimorfism regiunilor regulatoare (promotor, enhancer, silencer) care pot determina modificări ale nivelului transcripției genei (a cantității de ARN mesager sintetizat).
- polimorfism extragenice, la distantă de regiunile codante.

## Baza de date dbSNP
Baza de date dbSNP este o bază de date ce referențiază variațiile uninucleotidice identificate la mai mult de 70 de specii de plante și animale. Aceste variații sunt clasificate în două categorii :
- variații trimise (în engleză Submitted SNPs), reprezentând observații originale, nevalidate de alte echipe de cercetători, și care sunt codificate sub forma ss# (de exemplu ss7355146) ;
- variații referențiate  (în engleză Ref SNPs), regrupând variațiile identificate în mod independent în diferite laboratoare și care sunt codificate sub forma rs# (de exemplu rs6355146).